# Statue de Teucros
Teucros est une statue créée par le sculpteur espagnol Cándido Pazos, située à Pontevedra (Espagne). Elle se trouve Place Saint-Joseph au-dessus de l’horloge de l’édifice central de l’ancienne Caisse d'épargne provinciale de Pontevedra et a été inaugurée le 15 juillet 2006.

## Historique
Teucros est le fondateur mythique de la ville de Pontevedra. La légende dit que le mythique archer Teucros, fils du roi Télamon (roi de Salamine), suivit une sirène, Leucoiña, en exil jusqu'à la Ria de Pontevedra et après a fondé la ville.
Avant la fondation de la ville, Teucros, avec son frère Ajax et son cousin Achille, était parti à la guerre de Troie. Mais lorsque cette longue guerre fut terminée et qu'ils retournèrent dans leur pays, les héros furent mal reçus, même par leurs propres familles. Teucros, rejeté par son père, partit alors à la recherche d'une nouvelle patrie en Occident et arriva en Ibérie, voyagea tout au long de la côte d'Hispanie, traversa le détroit de Gibraltar et fonda une colonie grecque appelée Hellenes, qui deviendra Pontevedra.

## Description
La sculpture est en bronze et fait 6 mètres de haut.
Elle pèse 2 tonnes et est ancrée au moyen d'une pique en acier au petit pavillon de l'horloge dans la partie supérieure du bâtiment de la Caisse de Pontevedra. La sculpture donne une sensation de légèreté qui fait penser qu'elle flotte dans l'air dans le vide.
Teucros est représenté comme un jeune athlète nu avec un arc moderniste et l'expression d'avoir atteint sa destination.

## Teucros dans la ville
La ville a donné le nom de Teucros en 1843 à la plus ancienne place du centre historique, jusqu'alors appelée Place de la Ville ou Place du Pain.
Sur la façade de l'hôtel de ville de Pontevedra (1880) il y a une inscription sur la fondation de la ville par l’archer grec Teucros.
| FVNDOTE TEVCRO VALIENTE DE AQVESTE RIO EN LA ORILLA PARA QUE EN ESPAÑA FVESES DE VILLAS LA MARAVILLA DEL ZEBEDEO LA ESPADA CORONA TU GENTILEZA VN CASTILLO PVENTE Y MAR ES TIMBRE DE TV NOBLEZA | Teucros, le vaillant, t'a fondée sur les rives de ce fleuve, pour que de l'Espagne tu sois la plus jolie des villes, l'épée de Zébédée couronne ta gentillesse; un château, un pont, la mer qui est ta preuve de noblesse. |

Dans la basilique Sainte-Marie-Majeure, une statue de Teucros portant le gourdin se trouve au sommet du contrefort droit de la façade principale. En 1956, une statue en granit de Teucros cassant les mâchoires du lion de Némée avec une croix derrière elle a été ajoutée sur l'arc de la fontaine qui ferme le parvis de l'église de la Vierge Pèlerine.

## Galerie d'images

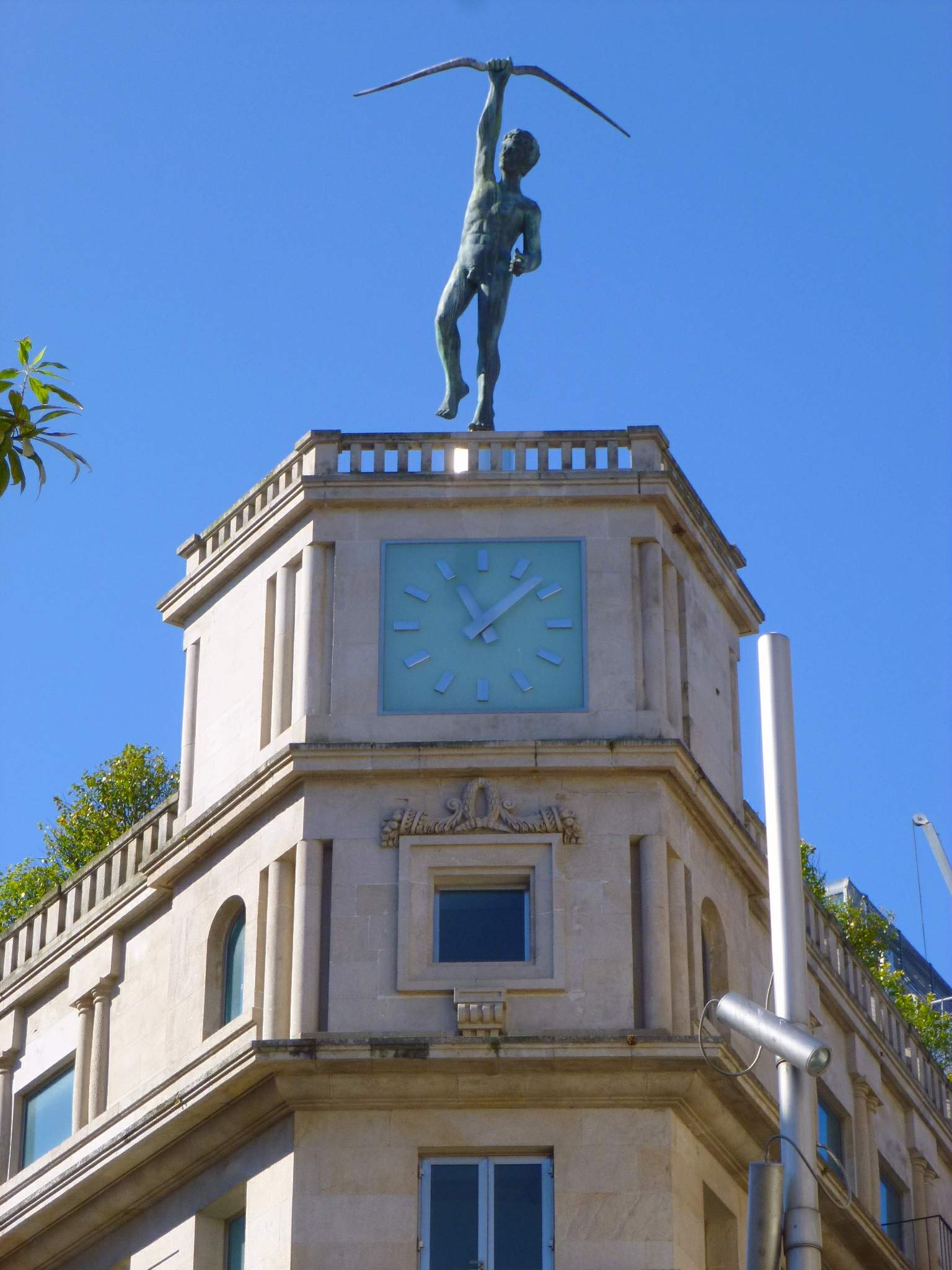
Teucros au-dessus de l’horloge de l’édifice de la Caisse d'épargne provinciale de Pontevedra.
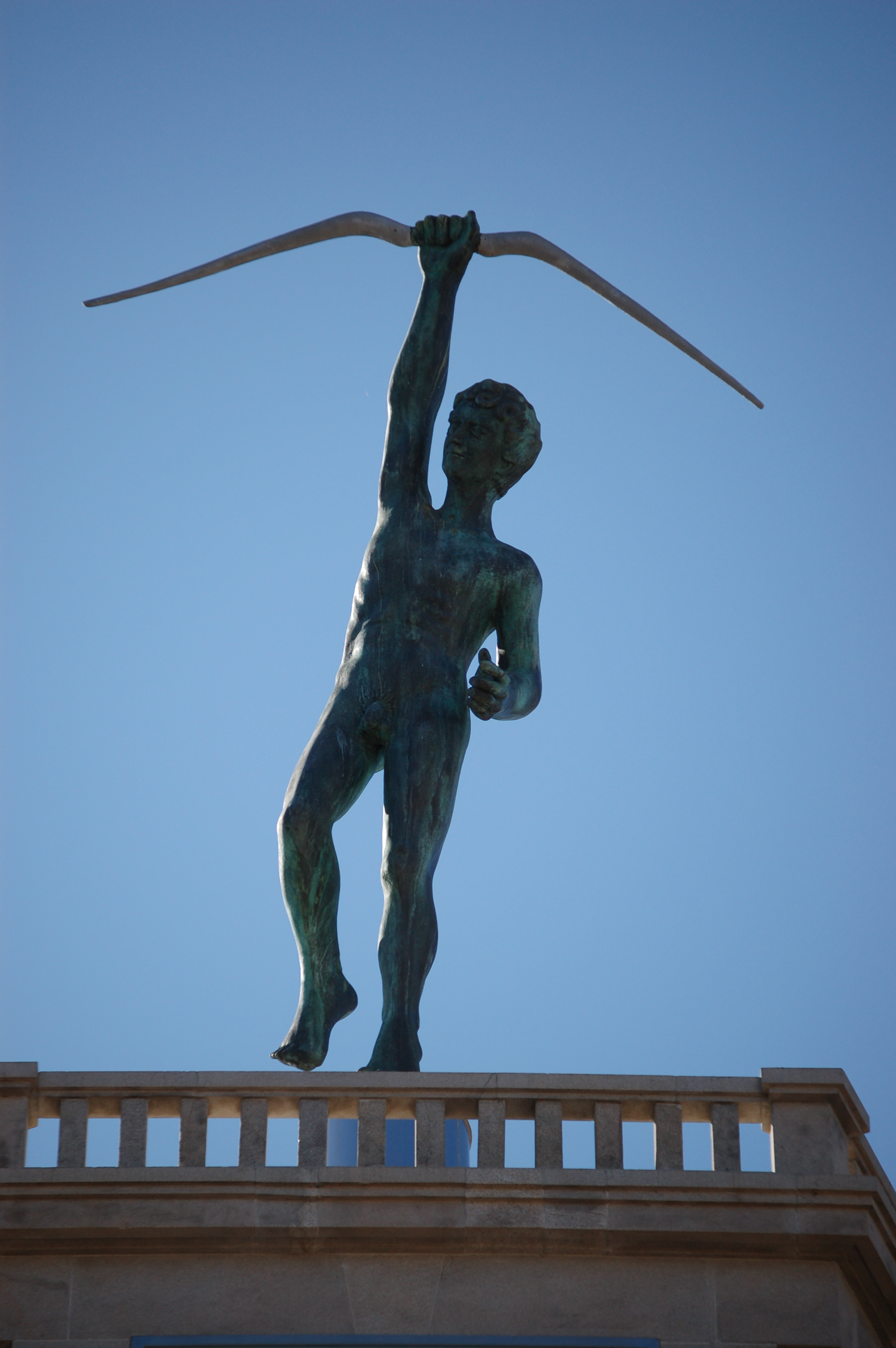
Statue de Teucros
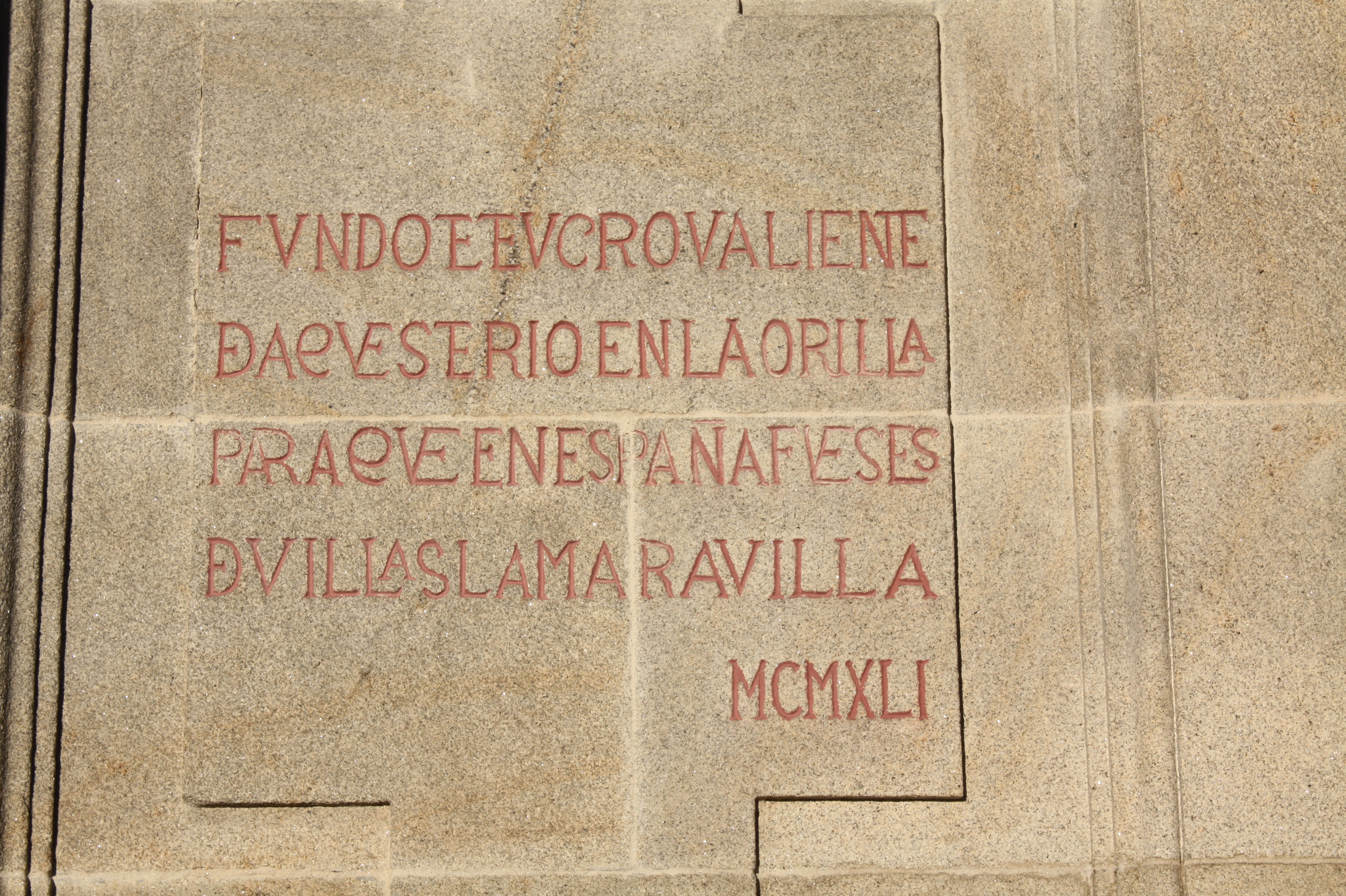
Inscription sur la façade de l’hôtel de ville.
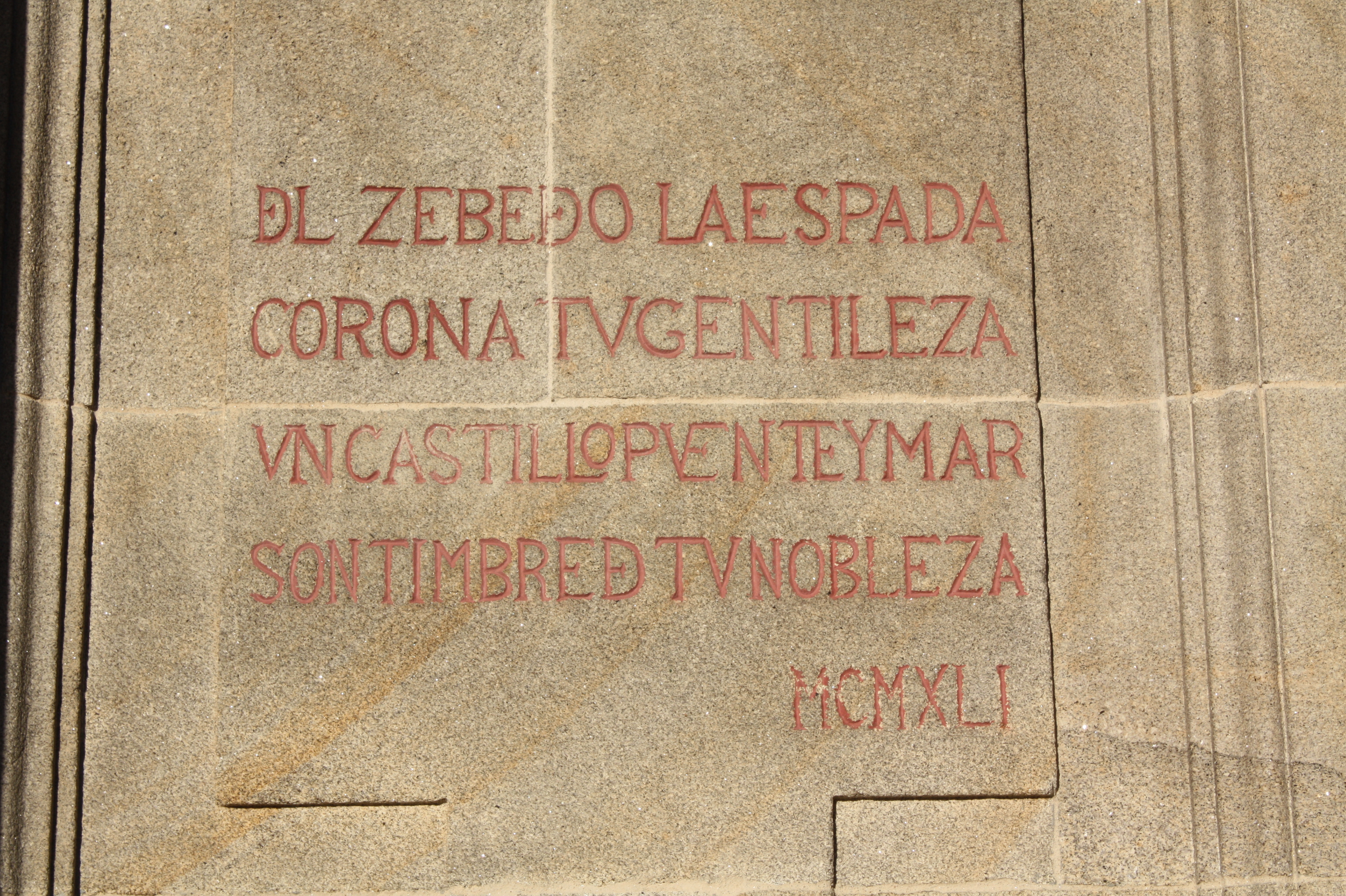
Inscription sur la façade de l’hôtel de ville (suite).
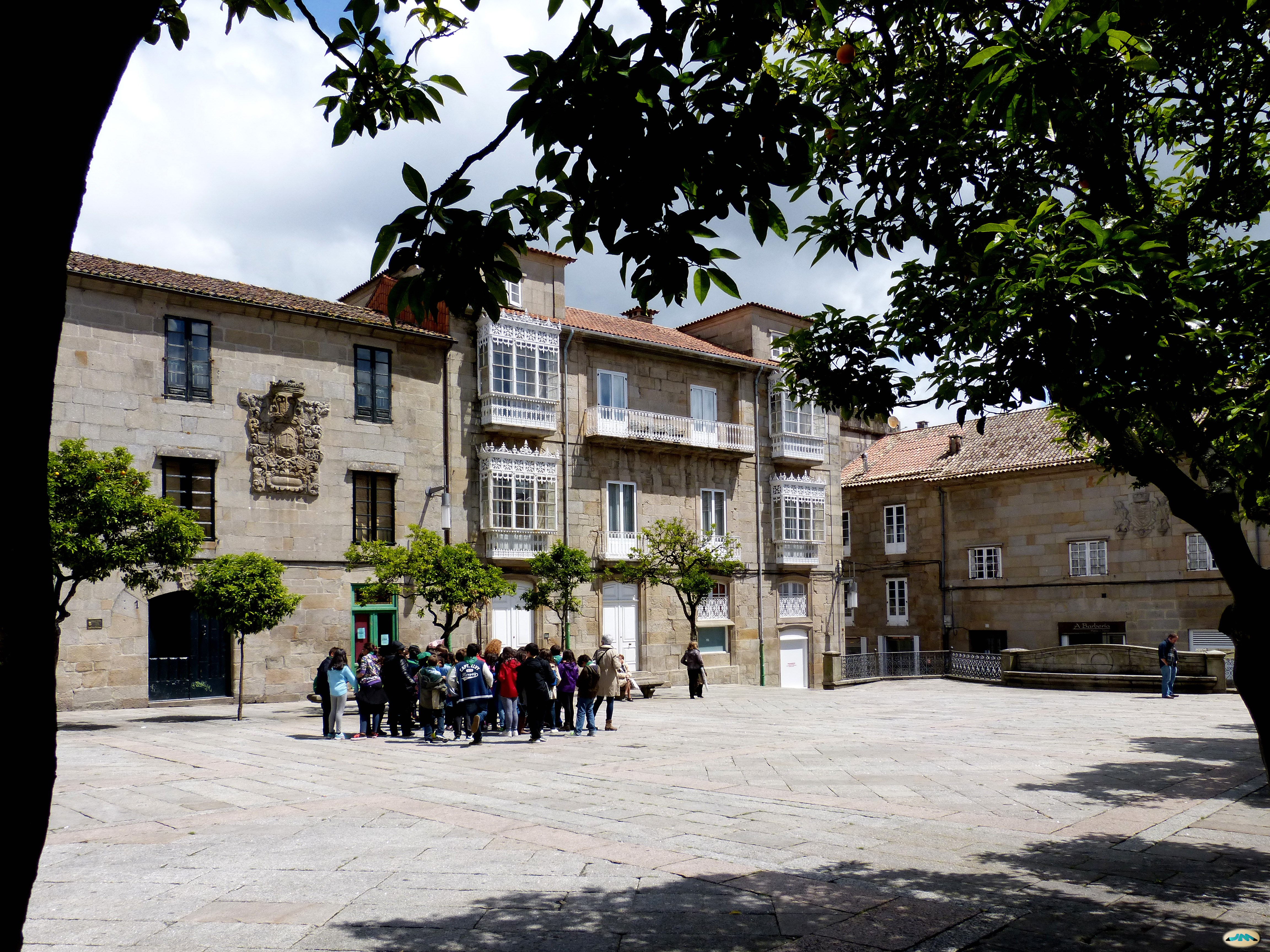
Place de Teucros
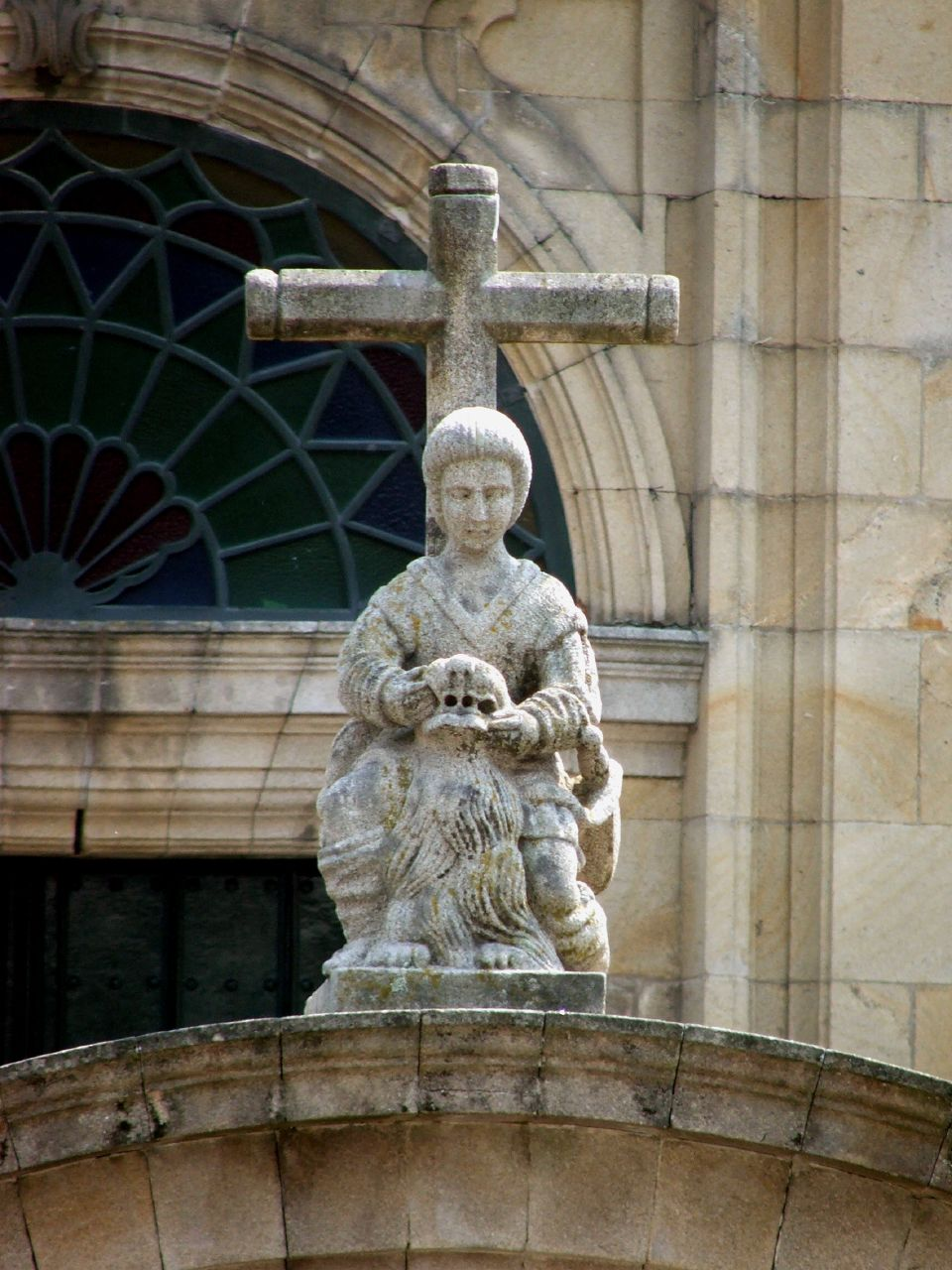
Statue de Teucros sur le parvis de l'église de la Vierge Pèlerine
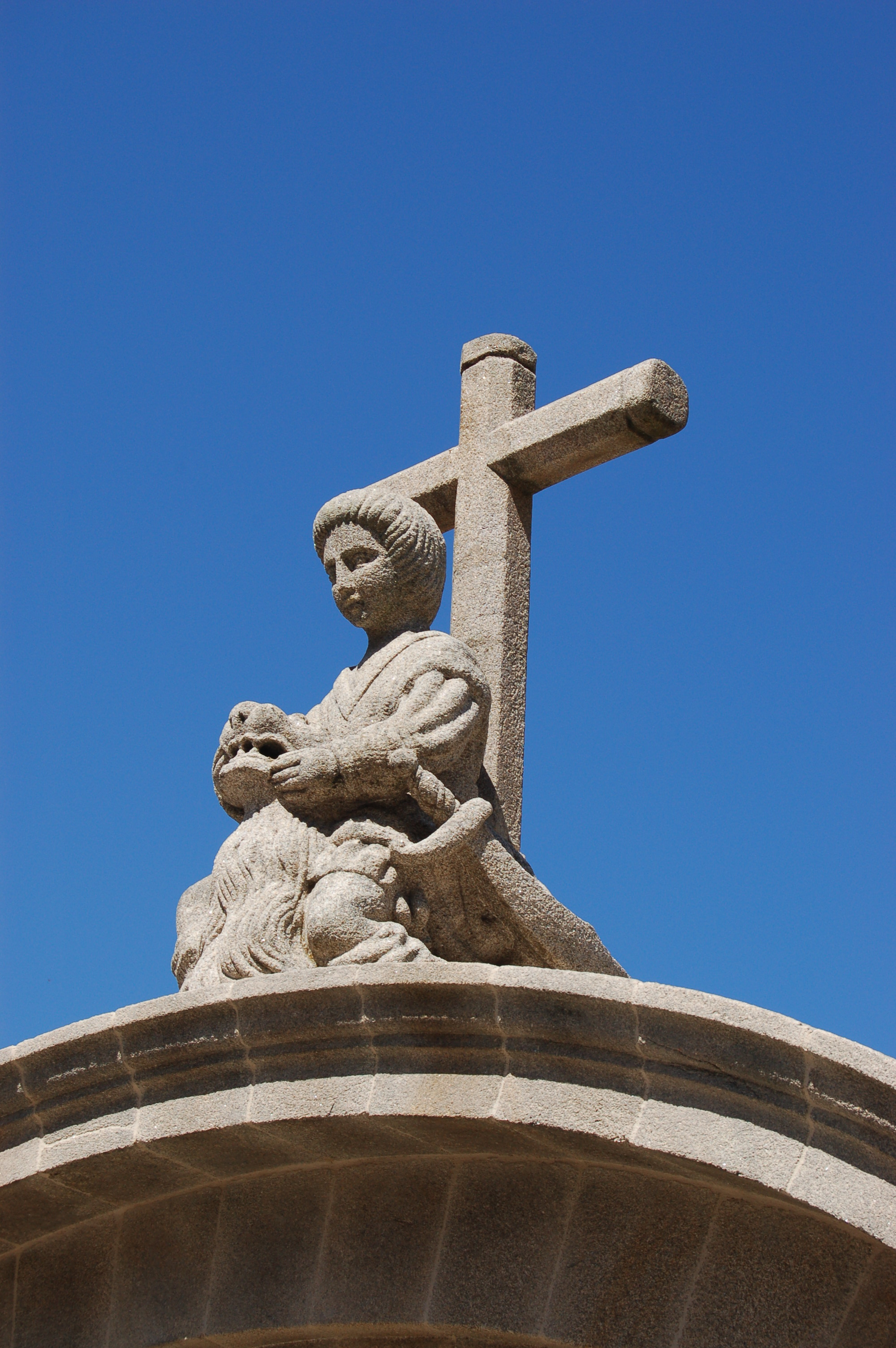